# Keflavík nemzetközi repülőtér
A Keflavík nemzetközi repülőtér (IATA: KEF, ICAO: BIKF) repülőtér Izlandon található, ahol a legnagyobb repülőtérnek számít. Reykjavík repülőtere, tőle 50 km-re délnyugatra fekszik.

## Története
A második világháború alatt az amerikai hadsereg hozta létre katonai célból az akkor „Meeks Field” néven ismert repteret, felavatása 1943. március 24-én volt. Egyből két leszállópályát építettek, egyet a bombázó repülőgépek és egy másikat a többi katonai gép és a polgári gépek számára. A repülőtér, ami akkoriban az egyik legnagyobb volt a világon, a háború alatt fontos szerepet játszott a szövetséges erők transz-atlanti repülései során és a hajókonvojok védelmében. 1947-ig az amerikai hadsereg kezelésében állt, akkor átadták az izlandi polgári repülés számára. Ekkor vette fel a Keflavík nevet.
1951. május 5-én a NATO javaslatára az USA és Izland szerződést kötött, melynek értelmében az ország légterének védelmét az USA látja el. Ez a szerződés 2006. szeptember 30-ig volt érvényben, azóta a repülőtér teljesen az izlandi hatóságok kezelésében működik.
A háború után az 1960-as évekig a repülőtér a transz-atlanti légcsavaros repülőjáratok fontos feltöltőállomása volt.
1958-ban az éves utasszám 43 775 fő volt, 2011-re ez közel 2,3 millióra emelkedett.

## Légitársaságok és célállomások
Az izlandi Icelandair és WOW air légitársaságok bázis repülőtere.
- USA: Anchorage, Baltimore, Boston, Denver, Minneapolis, Newark, New York City, Orlando, Portland, Seattle, Washington
- Kanada: Edmonton, Vancouver, Halifax, Toronto
- 31 európai város

## Forgalom
Az utasforgalom az elmúlt években az alábbi módon változott:
| Utasok száma | 567 236 | 700 787 | 761 344 | 1 098 191 | 1 360 605 | 2 429 144 | 2 112 014 | 4 855 505 | 7 247 820 | 7 776 147 |
|              | 1985    | 1989    | 1993    | 1997      | 2001      | 2007      | 2011      | 2015      | 2019      | 2023      |

## Balesetek
- 2013. július 21.: egy orosz Szuhoj Superjet 100 repülőgép prototípusa futómű nélküli landolást hajtott végre egy tesztrepülés során.[1]